# Lago Bibowee
El lago Bibowee (en alemán: Bibowee) es un lago situado en el distrito de Mecklemburgo Noroccidental, en el estado de Mecklemburgo-Pomerania Occidental (Alemania), a una altitud de 20 metros; tiene un área de 79 hectáreas.